# Station Ružomberok

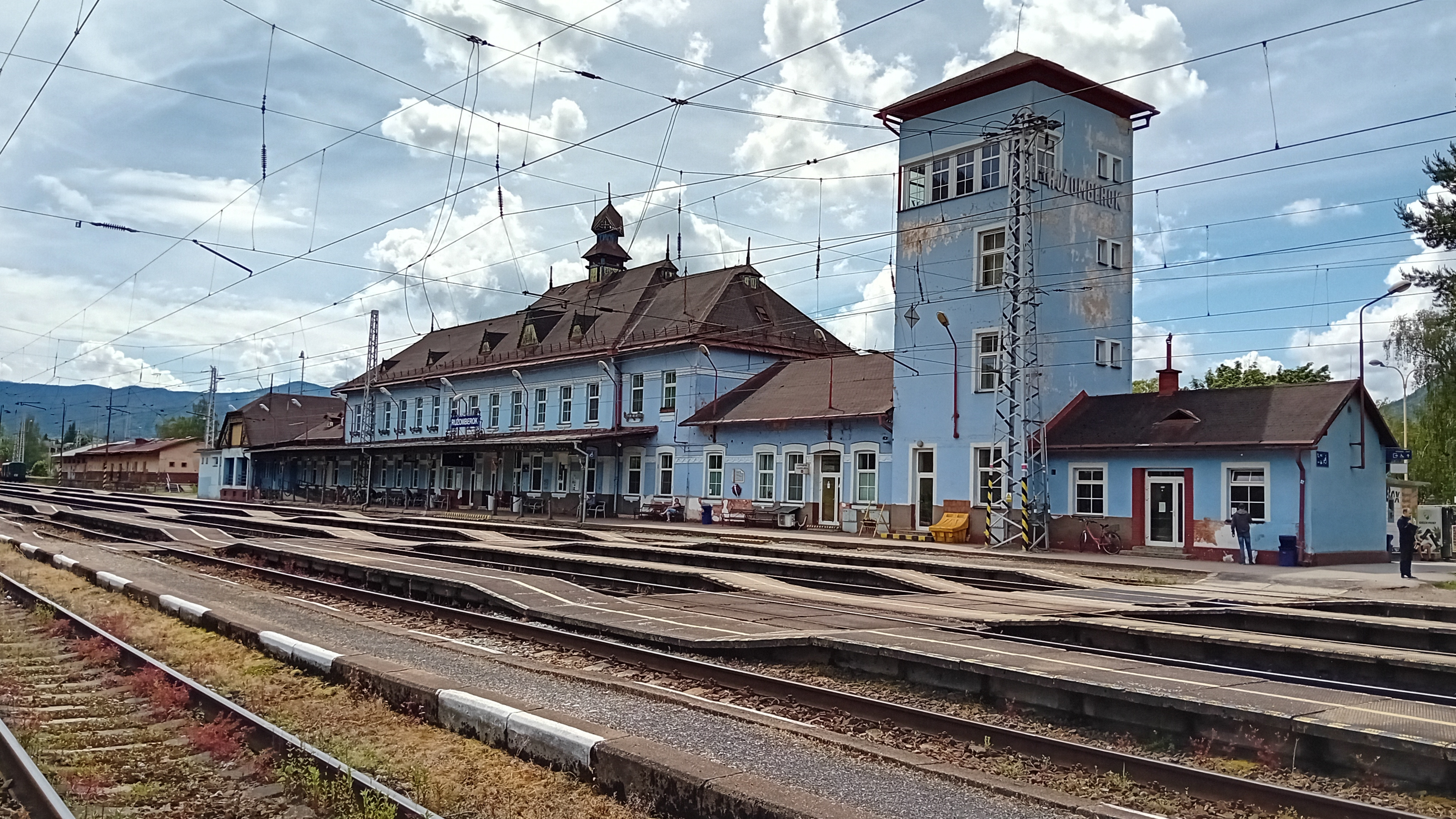
Station Ružomberok.

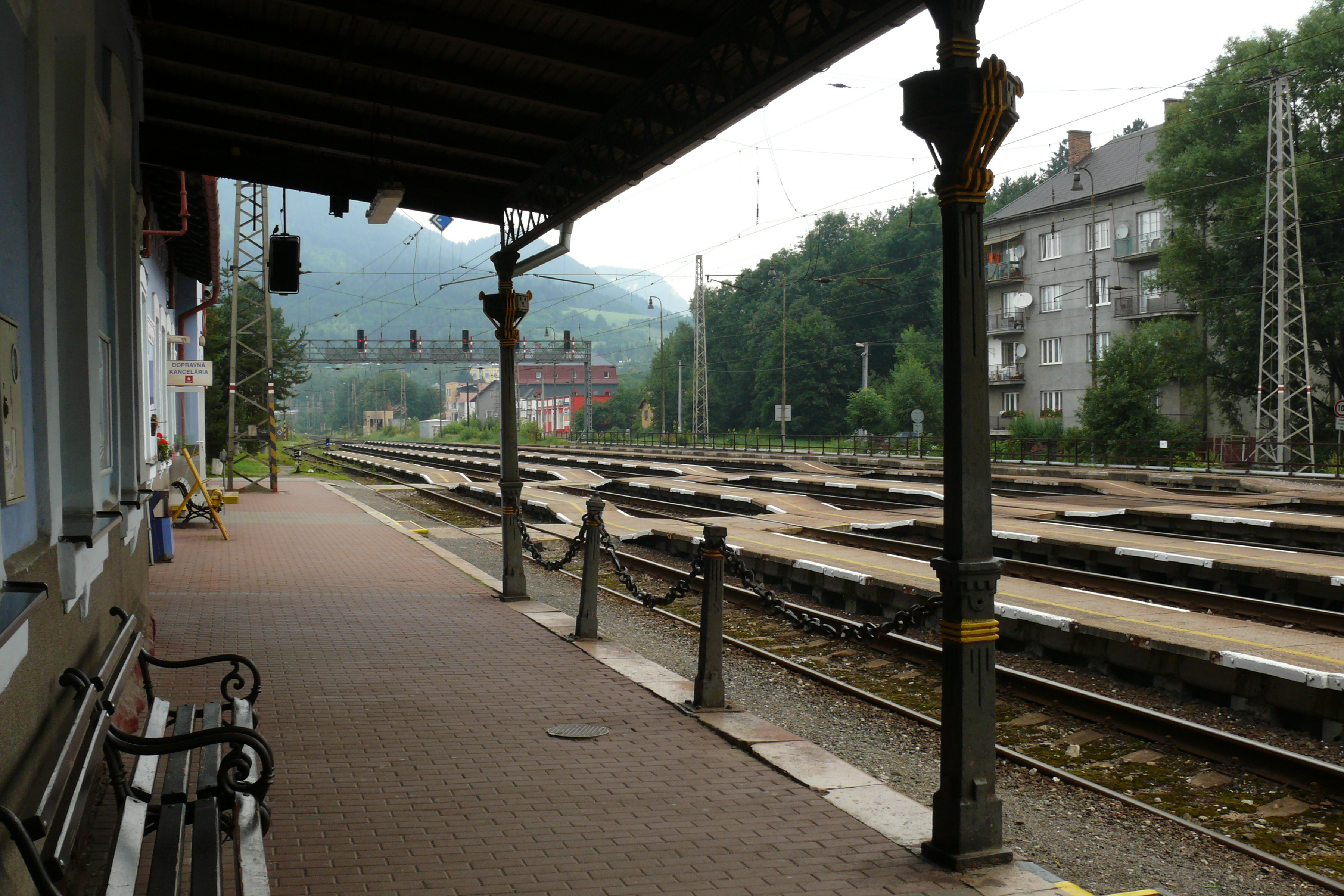
Het perron.

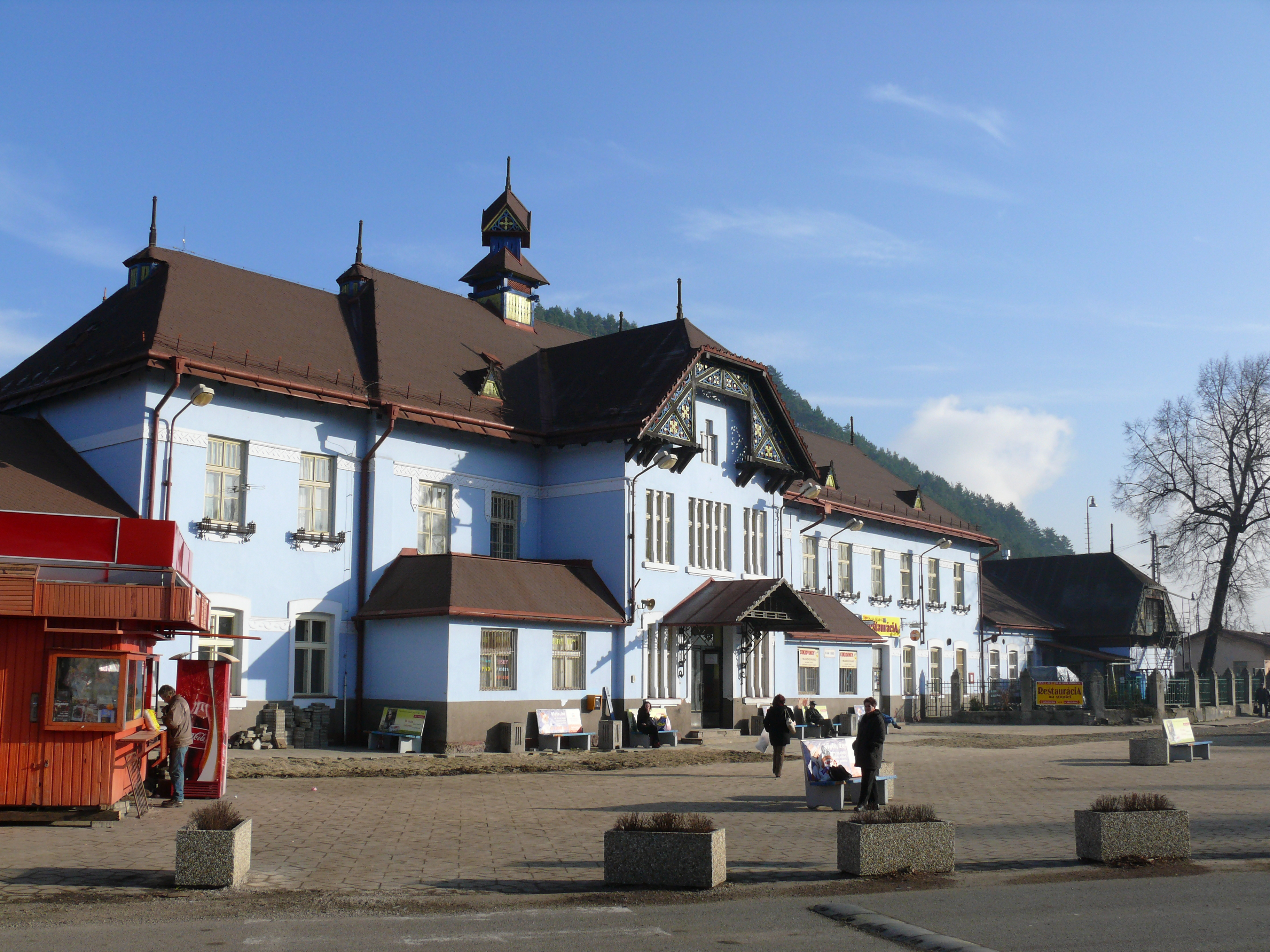
Straatzicht.

Station Ružomberok (Slowaaks: Železničná stanica Ružomberok) is het treinstation in Ružomberok.

## Ligging
Het station ligt op de noordelijke dwarslijn, noordwestelijk ten aanzien van het centrum van Slowakije. 
Het ligt in het noorden van de stad Ružomberok, in de wijk Likavka op de rechteroever van de rivier Váh, nabij de hoek van de straten Hlavna stanica en Jozefa Kašku. Dit is betrekkelijk dicht bij het gemeentelijk centrum en het is via een brug over de Váh bereikbaar. 
Het is een historisch gebouw en maakt samen met de watertoren deel uit van de Slowaakse nationale culturele monumenten.

## Geschiedenis

### Bouw
Station Ružomberok werd in 1871 gebouwd, tijdens de aanleg van de spoorlijn Košice - Bohumín (Koschau-Oderberger Spoorweg (KsOd)). Het desbetreffende traject Poprad-Tatry – Ružomberok – Žilina werd op 8 december 1871 in gebruik genomen. Dit deel van spoorlijn 180 maakt deel uit van de pan-Europese corridor nr. V A (Bratislava – Žilina – Košice – Oezjhorod – Kiev).
In de periode van 5 juni 1908 tot 28 september 1974 was Ružomberok ook het oorsprongstation van de smalspoorlijn Ružomberok - Korytnica-kúpele.

### Renovatie
Vanaf februari 2016 werd een renovatie van het ontvangstgebouw gepland. De werkzaamheden omvatten onder meer:
- onderhoud van de voorgevel,
- aanpassing van het perron,
- reparaties en verbeteringen aan het historische hekwerk,
- herstel van het zinken dak, de schuilplaats op het perron en de sanitaire plaatsen
- herstelling van de buitenverlichting,
- plaatsing van borden met de stationsnaam,
- ontwikkeling van een wifi-systeem.

De renovatie kost ongeveer 100.000 euro. Bovendien wordt 150.000 euro besteed aan de verbetering van het informatiesysteem.

## Lijnen
Spoorlijn 180 (Žilina – Košice)

## Dienstverlening

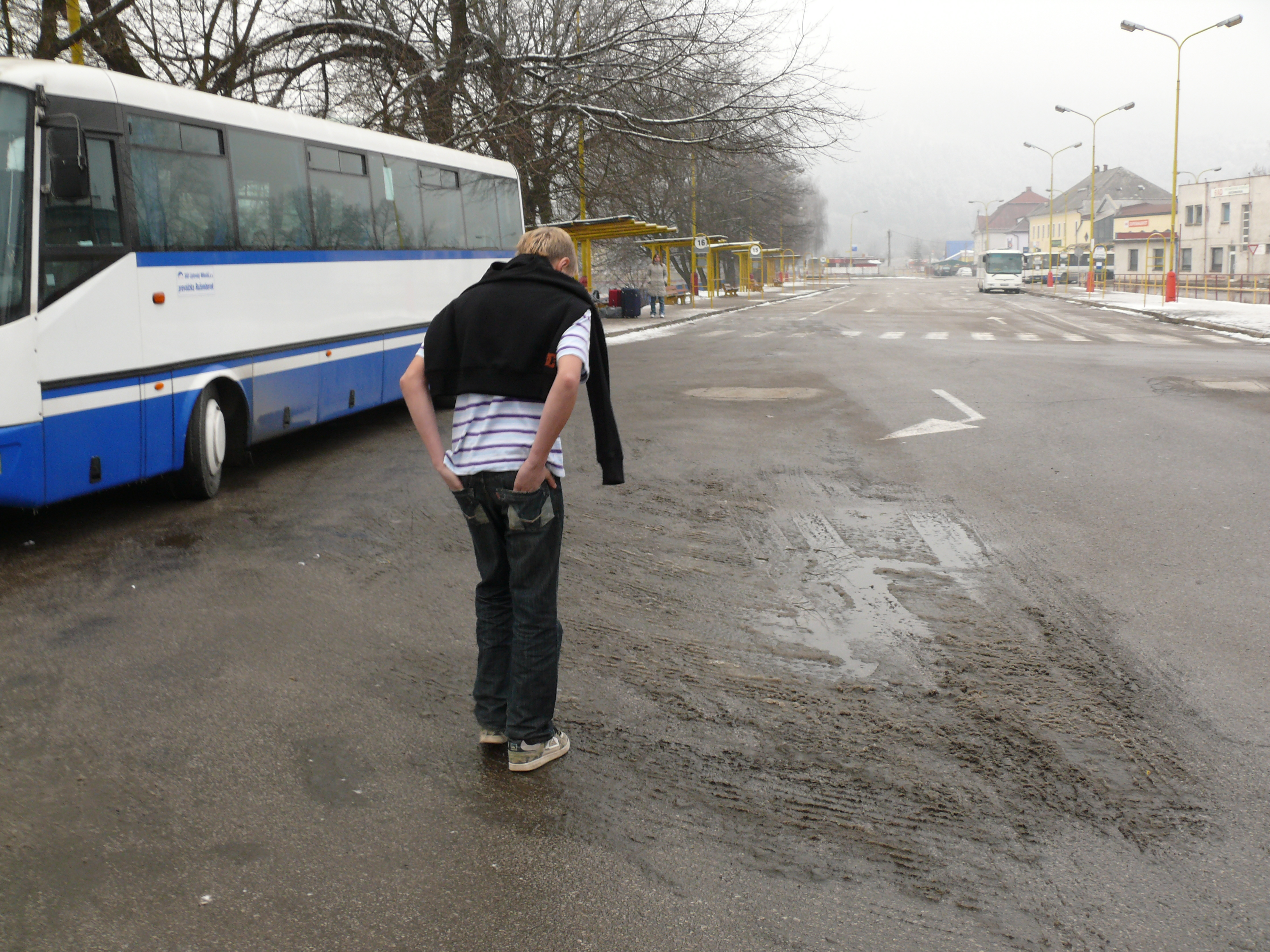
Autobusstation Ružomberok (december 2007).

De spoorweginstelling behoort tot de infrastructuur van de ŽSR.
Het reizigersvervoer wordt verzorgd door de ŽSSK.
In het station is een loket met personeel waar inlichtingen worden verstrekt en reisbiljetten verkocht.
In de onmiddellijke omgeving is een autobusstation, Autobusova stanica Ružomberok, voor regionaal en stedelijk vervoer.

## Andere stations in Ružomberok
- Ružomberok Hraboltová stanica
- Ružomberok Rybárpol'ská stanica